# Limón FC
Limón FC  je kostarikanski nogometni klub i utemeljen je 16. lipnja 1961. godine.
Svoje utakmice igra na stadionu Estadio Juan Gobán, i trenutačno je član kostarikanske Primere División.

## Povijest
Limón FC je utemeljen 16. lipnja 1961. godine. po imenom Asociación Deportiva Limonense (ASODELI). Više puta je mijenjao svoje ime: Limón Northern, Limón-Japdeva und Limón Sprite. Da bi 2009. godine klub za 100 000 američkih dolara kupio amero-kostarikanski trgovac Carlos Pascal i dao ime klubu Limón FC. 

## Stadion
Stadion Estadio Juan Gobán se nalazi u Limonu. Kapaciteta je oko 2.349 gledatelja.

### Prvenstva Kostarike
Prvaci: 

Doprvaci: 

## Vanjske poveznice
- Službena stranica kluba